# Sânnicolau Mic
Sânnicolau Mic (auch Sânmiclăuș,  deutsch Kleinsanktnikolaus oder Klein-Sankt-Nikolaus, ungarisch Kisszentmiklós oder Kis-Szent-Miklós) ist der VIII. Bezirk der Kreishauptstadt Arad, im Kreis Arad, Rumänien. Sânnicolau Mic gehört durch seine Lage am linken Maroschufer zur historischen Region Banat. Der Stadtbezirk war ursprünglich ein selbständiges und mehrheitlich von Deutschen bewohntes Dorf und wurde 1950 an Arad angegliedert.

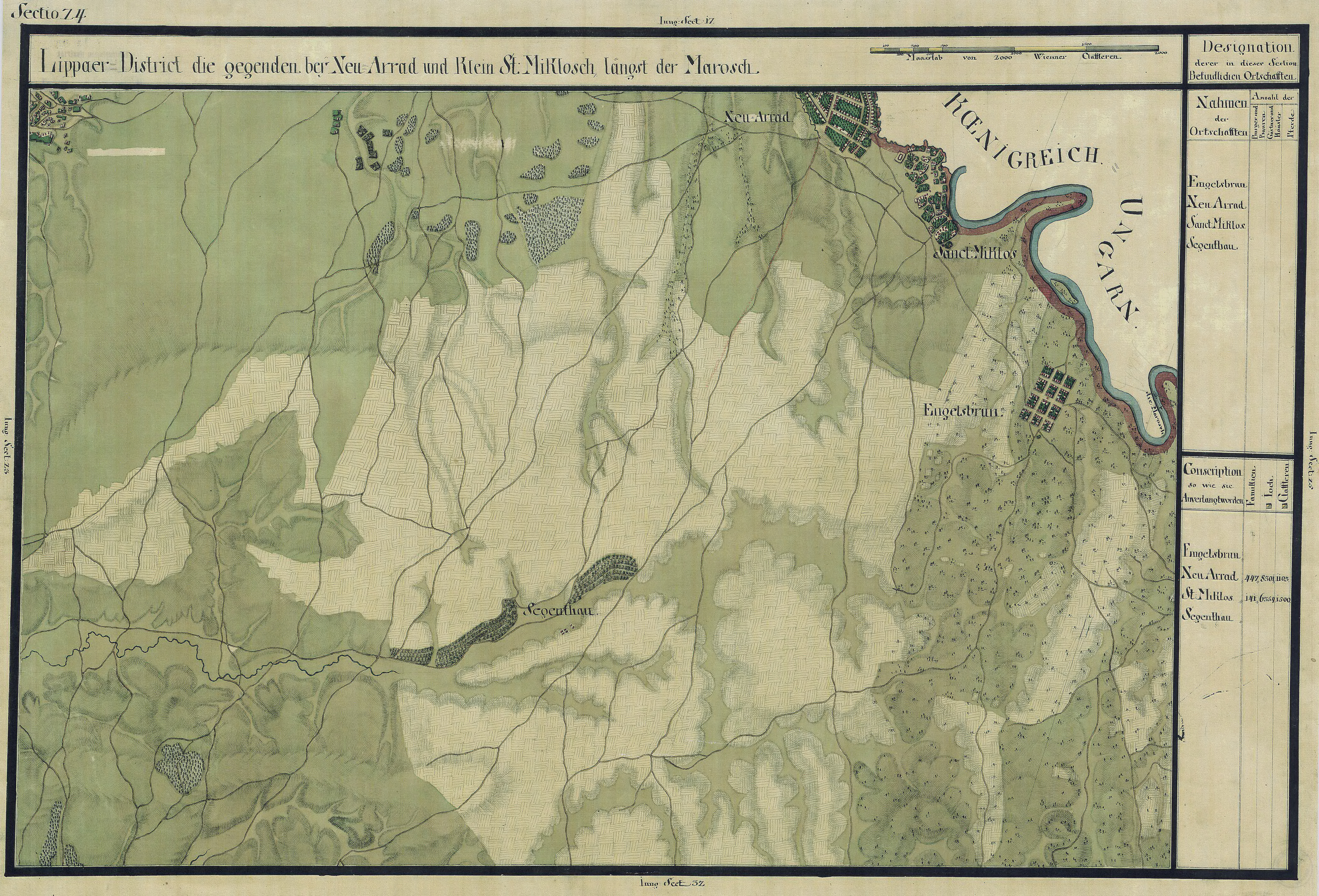
Kleinsanktnikolaus auf der Karte der Josephinischen Landaufnahme 1769–1772

## Lage
Sânnicolau Mic wird im Norden durch die Marosch mit Arad verbunden, östlich liegt Fântânele (deutsch Engelsbrunn), südöstlich Tisa Nouă (deutsch Wiesenhaid) und südlich Cruceni (deutsch Kreuzstätten).

## Etymologie
Im Laufe der Zeit hatte der Ort verschiedene Bezeichnungen.
Auf der Karte der Josephinischen Landaufnahme (1769–1772) war Klein St. Miklosch an der Stelle, an der sich der Ort heute befindet, verzeichnet. Den Namen Klein Sankt Nikolaus erhielt der Ort nach der Besiedlung von 1812. Nach dem österreichisch-ungarischen Ausgleich von 1867 erhielt die Ortschaft den Namen Kis-Szent-Miklós. 1920, als das Banat infolge des Vertrags von Trianon dreigeteilt wurde und das Gebiet an Rumänien fiel, wurde das Dorf in Sânnicolaul Mic umbenannt. Gebräuchlich ist auch die Bezeichnung Sânmiclăuș.

## Geschichte
Bereits 1471 wurde eine Siedlung auf dem Gebiet des heutigen Sânnicolau Mic erwähnt. Während der Türkenherrschaft (1552–1716) verschwand die Siedlung von den Landkarten. Auf der Karte der Josephinischen Landaufnahme (1769–1772) war Klein St. Miklosch an der Stelle, an der sich der Ort heute befindet, als Weideland verzeichnet.  Die ersten Einwohner von Sânnicolau Mic waren Rumänen und Serben. Die ersten Deutschen wurden 1812 durch Binnenwanderung angesiedelt. Die meisten Siedler kamen aus dem damaligen Neu-Arad, Orzydorf, Deutschsanktpeter, Schöndorf und Bruckenau. Bis 1950 war Sânnicolau Mic ein eigenständiges Dorf. 1950 wurde Sânnicolau Mic der Kreishauptstadt Arad angegliedert und bildet seitdem deren VIII. Bezirk.
1848–1849 war Sânnicolau Mic Schauplatz militärischer Zusammenstöße zwischen den kaiserlichen Truppen und den aufständischen Honvéds. Der orthodoxe Pfarrer des Dorfes Zsivan Petrovics wurde beschuldigt, den Kaiserlichen Nachrichten geliefert zu haben, und deshalb zum Tode verurteilt und gehängt.

## Wirtschaft
Die Ansiedler von Sânnicolau Mic waren meist Handwerker, aber auch in der Landwirtschaft beschäftigt.
1938–1940 wurde entlang der Bahnstrecke Arad–Temeswar eine Konservenfabrik gebaut. Diese Fabrik, die Obst- und Fleischkonserven herstellt, ist bis heute in Betrieb.
1960–1965 kamen noch eine Schuhfabrik und ein Betrieb für landwirtschaftliche Maschinen und Ersatzteile hinzu. Als Folge wurde das Busnetz ausgebaut, um den Bewohnern der umliegenden Dörfer das Pendeln zu erleichtern. Sânnicolau Mic bietet einen bedeutenden Anteil der Arbeitsplätze in der Region.